# لوتسك
لوتسك أو لُتسك (بالأوكرانية Луцьк)، (بالبولندية Łuck)، (بالبيلاروسية: Луцак أو Луцк)، باليديشية: לוצק): هي مدينة تقع على نهر ستير في شمال غرب أوكرانيا. وهي عاصمة مقاطعة فولين أوبلاست، على الرغم من أنها ليست جزءا من رايون إلا انها تتمتع بمركز ذات أهمية أوبلاست، أي ما يعادل ذلك من رايون. عدد سكانها يبلغ 214727 ( احصائية عام 2013).

## المناخ
يظهر الجدول التالي التغييرات المناخية على مدار السنة للوتسك:
| البيانات المناخية لـلوتسك | البيانات المناخية لـلوتسك | البيانات المناخية لـلوتسك | البيانات المناخية لـلوتسك | البيانات المناخية لـلوتسك | البيانات المناخية لـلوتسك | البيانات المناخية لـلوتسك | البيانات المناخية لـلوتسك | البيانات المناخية لـلوتسك | البيانات المناخية لـلوتسك | البيانات المناخية لـلوتسك | البيانات المناخية لـلوتسك | البيانات المناخية لـلوتسك | البيانات المناخية لـلوتسك |
| الشهر                     | يناير                     | فبراير                    | مارس                      | أبريل                     | مايو                      | يونيو                     | يوليو                     | أغسطس                     | سبتمبر                    | أكتوبر                    | نوفمبر                    | ديسمبر                    | المعدل السنوي             |
| ------------------------- | ------------------------- | ------------------------- | ------------------------- | ------------------------- | ------------------------- | ------------------------- | ------------------------- | ------------------------- | ------------------------- | ------------------------- | ------------------------- | ------------------------- | ------------------------- |
| المتوسط اليومي °م (°ف)    | −4.9 (23.2)               | −3.5 (25.7)               | 1.0 (33.8)                | 8.0 (46.4)                | 13.8 (56.8)               | 16.8 (62.2)               | 18.0 (64.4)               | 17.4 (63.3)               | 13.3 (55.9)               | 7.9 (46.2)                | 2.5 (36.5)                | −2.2 (28.0)               | 7.3 (45.1)                |
| الهطول مم (إنش)           | 31 (1.2)                  | 30 (1.2)                  | 27 (1.1)                  | 39 (1.5)                  | 60 (2.4)                  | 68 (2.7)                  | 76 (3.0)                  | 61 (2.4)                  | 56 (2.2)                  | 37 (1.5)                  | 36 (1.4)                  | 38 (1.5)                  | 559 (22.0)                |
| المصدر: NOAA              |                           |                           |                           |                           |                           |                           |                           |                           |                           |                           |                           |                           |                           |

## توأمة
للوتسك اتفاقيات توأمة مع كل من:
- لوبلين [13]
- برست (23 أغسطس 2003 - )[14]
- تورون (2008 - )[13]
- جيشوف
- أولشتين (19 ديسمبر 1997 - )[13]
- زاموشتش (4 يونيو 2005 - )[13]
- بياويستوك (22 يونيو 2013 - )[15]
- غوري (23 أغسطس 2008 - )[16]
- تراكي (2010 - )[13]
- Kyjov [الإنجليزية]‏ (18 نوفمبر 2011 - )[13]
- شيانغتان (1 أكتوبر 2003 - )[13]
- تشيلم (31 مايو 2014 - )[17]
- باتراس (10 سبتمبر 2013 - )[13]
- كاوناس (27 نوفمبر 2013 - )[13]
- ألبا يوليا [18]
- باندرمة (23 يناير 2014 - )[19]
- ليبه (28 نوفمبر 2014 - )[20]
- سفيت [21]

## أعلام
- أناتولي تيموشوك
- فياتشيسلاف شيفتشوك
- فيتالي شفار
- رومالد يانكوفسكي
- يوفهين بودنيك